# Cmentarz Grand Jas
Cmentarz Grand Jas  (fr. Cimetière du Grand Jas) – cmentarz w Cannes.
Cmentarz został oddany do użytku 1 marca 1866, przejmując zadania wcześniejszych nekropolii (Suquet, następnie również Caroubier). Zajmuje powierzchnię 9 hektarów z grobami rozmieszczonymi na tarasach. Jest obecnie (2010) największym terenem zielonym położonym w granicach miasta. Ze względu na rosnącą na nim bogatą roślinność i dekorację kwiatową, jak również zespół zachowanych zabytkowych nagrobków należy do najpiękniejszych cmentarzy południa Francji.
W latach 1996–1997 140 opuszczonych nagrobków na cmentarzu stało się przedmiotem sporu między stowarzyszeniem założonym przez rodziny pochowanych na Grand Jas z władzami Cannes, które zamierzały wystawić ponownie na sprzedaż te miejsca w kwaterach cmentarnych, na których znajdowały się pomniki. Na mocy orzeczenia sądowego władze miejskie musiały zrezygnować z tych planów, jednak do tego czasu 70 zabytkowych grobów zostało zniszczonych.
Wśród pochowanych na cmentarzu są:
- Henry Broughan, angielski polityk
- Martine Carol, aktorka

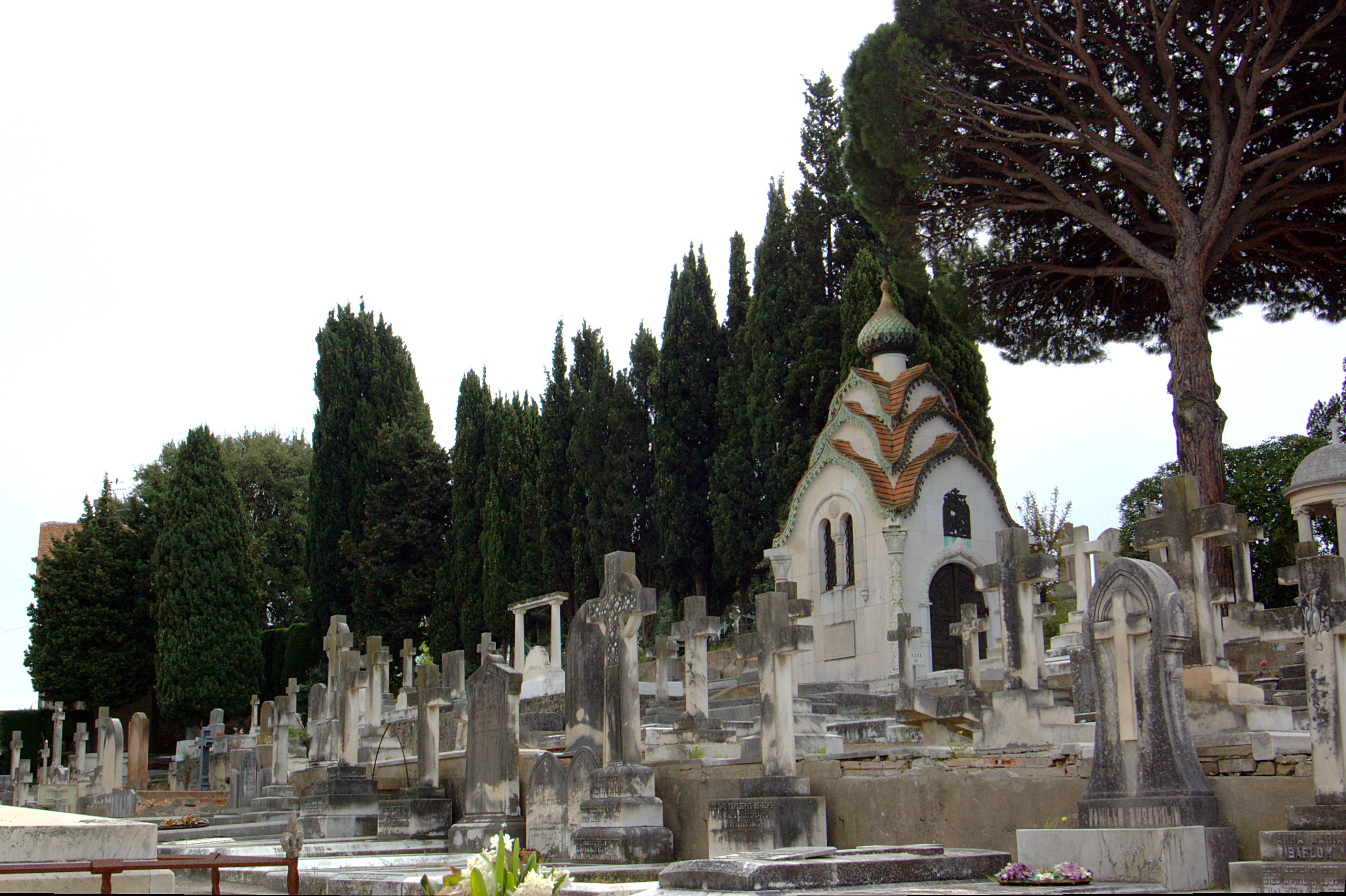
Tzw. kwatera angielska cmentarza, w której znajdują się groby osób wyznania anglikańskiego oraz prawosławnego

- Peter Carl Fabergé, rosyjski złotnik
- Georges Guetary, francuski pieśniarz
- Olga Chochłowa, żona Pabla Picassa
- Klaus Mann, niemiecki pisarz
- Jacques Marin, aktor
- Prosper Mérimée, francuski pisarz
- Lily Pons, śpiewaczka operowa (sopran)
- Jacques Monod, francuski noblista
- Victor Tuby, francuski rzeźbiarz
- Louis Pastour, francuski malarz